# Lou Holmes
Louis Charles Carter Holmes, detto Lou (Walsall, 29 gennaio 1911 – Edmonton, 11 marzo 2010), è stato un hockeista su ghiaccio e allenatore di hockey su ghiaccio britannico naturalizzato canadese.

## Carriera
Da giovane Holmes si trasferì ad Edmonton iniziando a giocare ad hockey con gli Edmonton Bruins dal 1928 al 1930. Nel 1931 esordì nel mondo professionistico collezionando 41 presenze con i Chicago Black Hawks nella National Hockey League (NHL). L'anno successivo giocò 18 partite con gli Hawks, mentre per il resto della stagione giocò per la squadra di St. Paul/Tulsa nella American Hockey Association. Trascorse il resto della propria carriera professionistica in AHA e nella Pacific Coast Hockey League.
Nel 1942 si arruolò per combattere nella seconda guerra mondiale. Una volta tornato Holmes giocò in diversi campionati senior hockey nell'area di Edmonton fino al ritiro definitivo nel 1949.
Conclusa la carriera da giocatore Holmes portò al successo olimpico gli Edmonton Mercurys in rappresentanza del Canada ai giochi olimpici di Oslo 1952. Dal 2007 fino alla sua morte Holmes fu la persona più anziana ancora in vita ad aver giocato in NHL.

## Palmarès

### Allenatore
- Giochi olimpici: 1

Oslo 1952